# 斯特列利察
斯特列利察（羅馬化：Strelitsa）是俄罗斯沃罗涅日州的市级镇，属谢米卢基区，位于顿河支流杰维察河（Девица）畔，在州府沃罗涅日西方。
该地2021年人口有3,978人；2010年人口3,937；2002年人口4,828；1989年人口4,569。